# Дж
Дж je spřežka používaná při zápisu cyrilicí, v některých azbukách je uváděna jako samostatné písmeno, např. v běloruské, karačaj-balkarské, udiské, aghulské, abazijské, adygejské, kabardské, osetské. Spřežka zachycuje hlásku v češtině zapisovanou jako dž.
V srbské azbuce hlásku zachycovanou spřežkou дж zachycuje písmeno Џ, v kalmycké azbuce písmeno Җ, v udmurtské azbuce v písmeno Ӝ, v abchazské, tádžické a v jaghnóbské azbuce písmeno Ҷ, v chakaské azbuce písmeno Ӌ. V mongolské azbuce  je tato hláska zachycena písmenem Ж (mongolština nemá hlásku odpovídající hlásce zapisované v češtině jako ž). V asyrské neoramejštině je spřežla zapisována jako ԁж.
V udiské azbuce je spřežka navíc součástí spřežky ДжӀ, v abazijské azbuce součástí spřežek Джв, Джь